# U-Bahnhof Eberhardshof
Der U-Bahnhof Eberhardshof (Abkürzung: EB) wurde als 19. U-Bahnhof der Nürnberger U-Bahn am 20. Juni 1981 eröffnet. Er ist 858 m vom U-Bahnhof Muggenhof und 722 m vom U-Bahnhof Maximilianstraße entfernt. Bis zum 20. März 1982 war er Endbahnhof für die Linien U1 und U11.
Der U-Bahnhof wurde nach dem 1899 eingemeindeten Nürnberger Stadtteil Eberhardshof benannt, in dem er liegt. Täglich wird er von rund 16.100 Fahrgästen genutzt (Mo–Fr, 2019).

## Lage und Infrastruktur

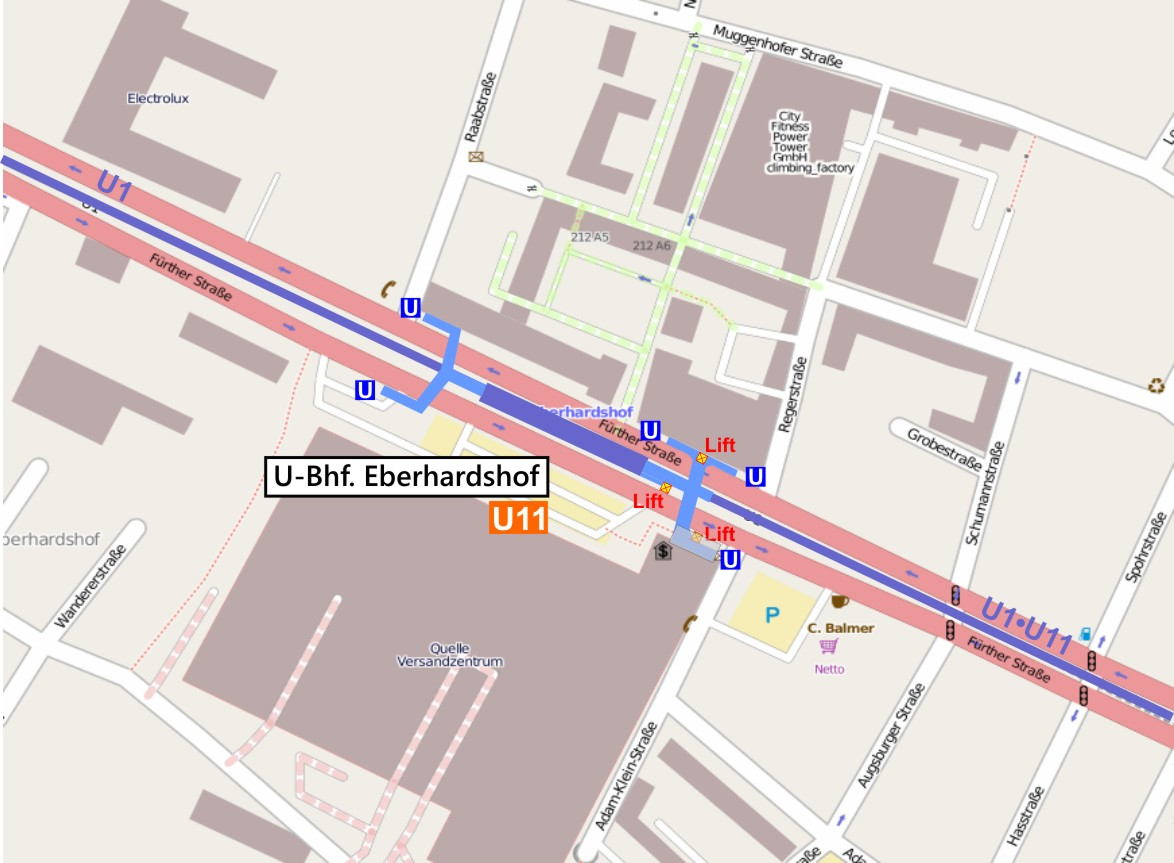
Lageplan U-Bahnhof Eberhardshof

Der Bahnhof liegt im Nürnberger Stadtteil Eberhardshof und erstreckt sich oberirdisch in Ost-West-Richtung inmitten der Fürther Straße zwischen Reger- und Raabstraße. Von beiden Bahnsteigköpfen führen Abgänge in ein Verteilergeschoss unter der Fürther Straße und von dort aus jeweils zwei Aufgänge zu ihrer Nord- und Südseite. Ein Aufzug führt vom östlichen Bahnsteigkopf ins Verteilergeschoss und von dort aus je ein weiterer Aufzug zurück an die Oberfläche. An den Bahnhof schließt sich Richtung Fürth eine 350 Meter lange Abstell- und Kehranlage und Richtung Langwasser ein stumpf zu befahrender Gleiswechsel an.
Die oberirdische Lage des U-Bahnhofes Eberhardshof ist nötig, weil ihm der Hochbahnviadukt in der Fürther Straße folgt. Hätte man ihn unterirdisch gebaut, so wäre nicht genügend waagrechte Trassierung für die Anlage einer Abstell- und Kehranlage möglich gewesen.

## Bauwerk und Architektur
Das Bahnhofsbauwerk, für das die Bauarbeiten am 31. Oktober 1979 begannen, ist 190 m lang, 15 m breit und 5 m hoch.
Das Bahnhofsdach besteht aus insgesamt 20 wellenförmigen Betonschalen, die in fünf Gruppen à vier Schalen von sechs Säulen getragen werden. Des Weiteren ist die Trassenbegrenzung zur Straße hin im Bahnhofsbereich durch senkrecht in den Boden verankerte Holzschwellen aufgelockert, die einen Blick von der Straße auf den Bahnsteig ermöglichen.
Im Zeitraum vom 10. Juli 2017 bis zum 10. September 2017 wurde der Bahnhof umfangreich saniert. Dabei wurden unter anderem rund 550 m Schottergleis sowie 170 m fest montiertes Gleis aus Altersgründen ausgetauscht. Ebenfalls wurden die Bahnsteigkanten sowie der sog. Bediensteig in der Abstellanlage erneuert sowie ein Blindenleitsystem in den Bahnhof eingebaut.
In die beiden unterirdischen Verteilergeschosse fällt über Lichtkuppeln Tageslicht ein, die Wände sind mit gelben Keramikfliesen gekachelt.

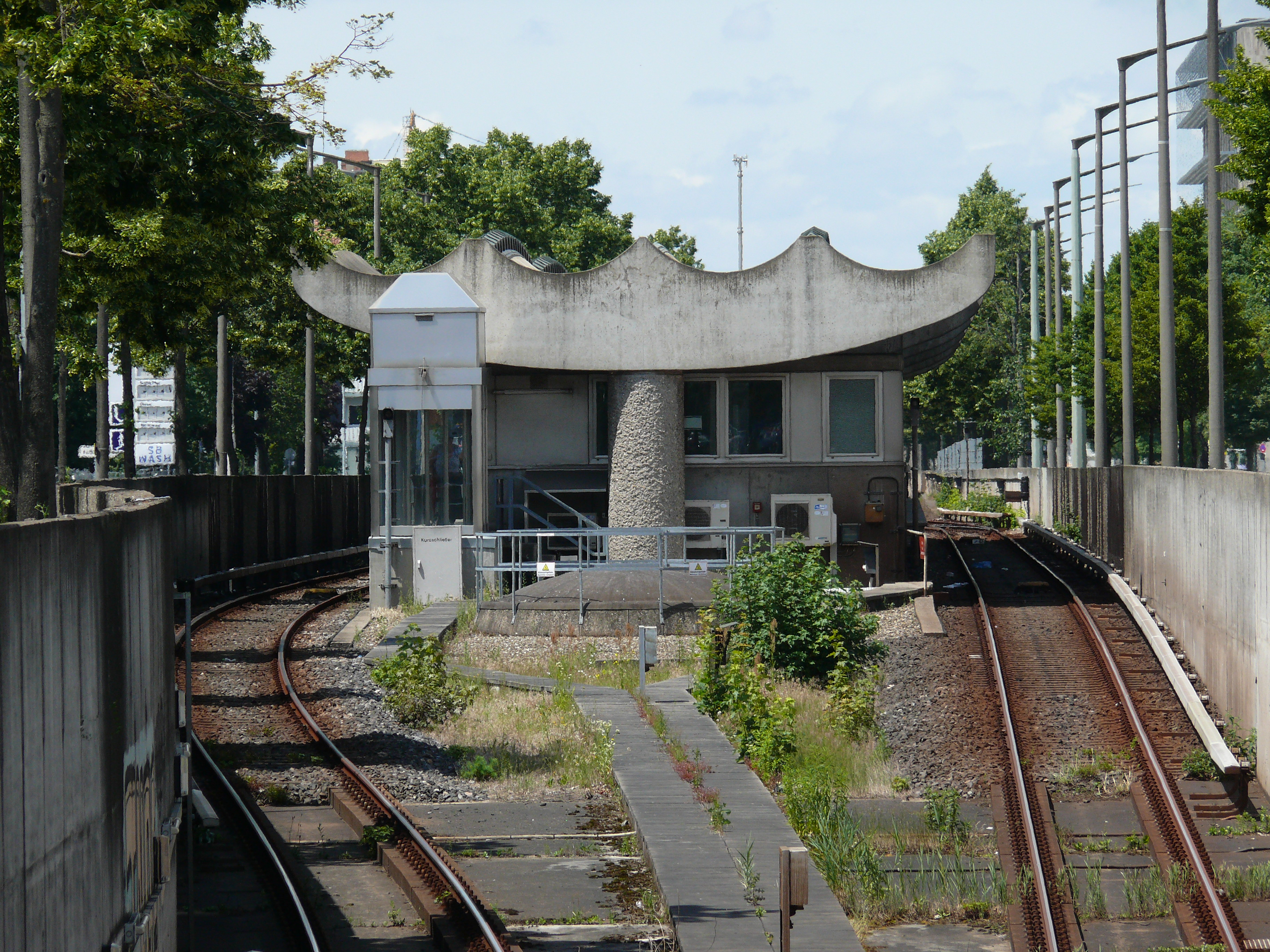
Westansicht entlang der Gleise
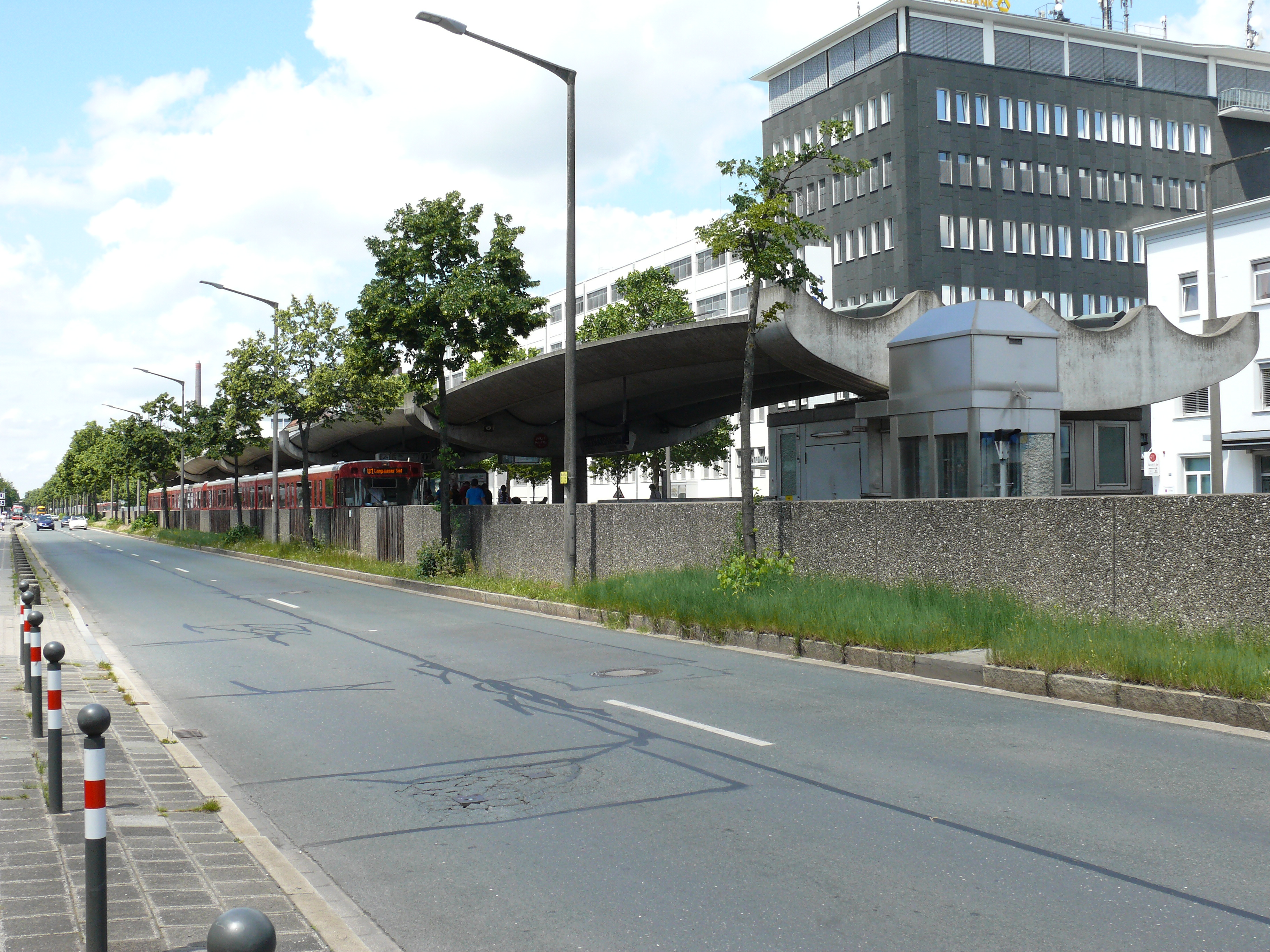
Außenansicht von Westen
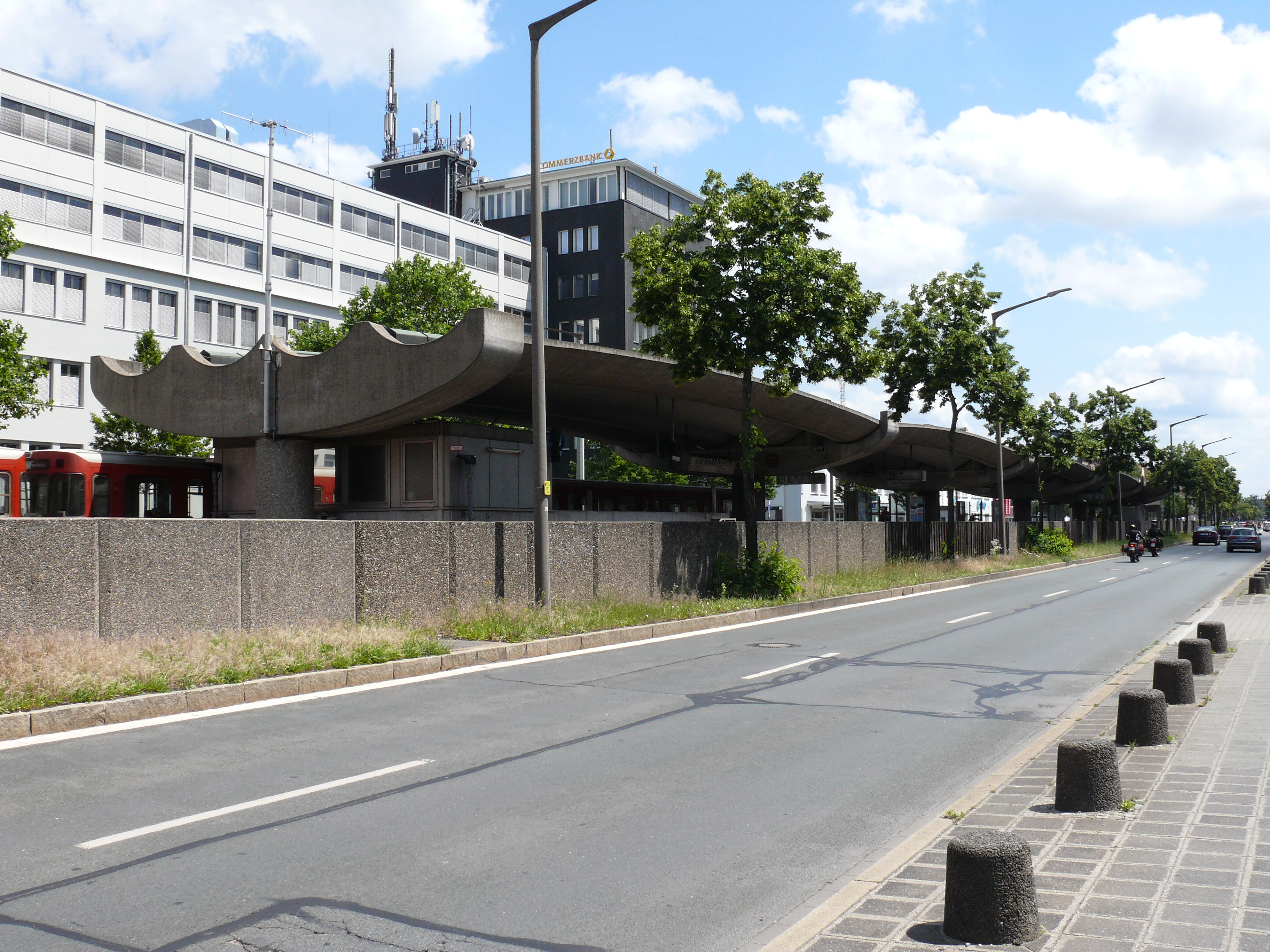
Außenansicht von Osten
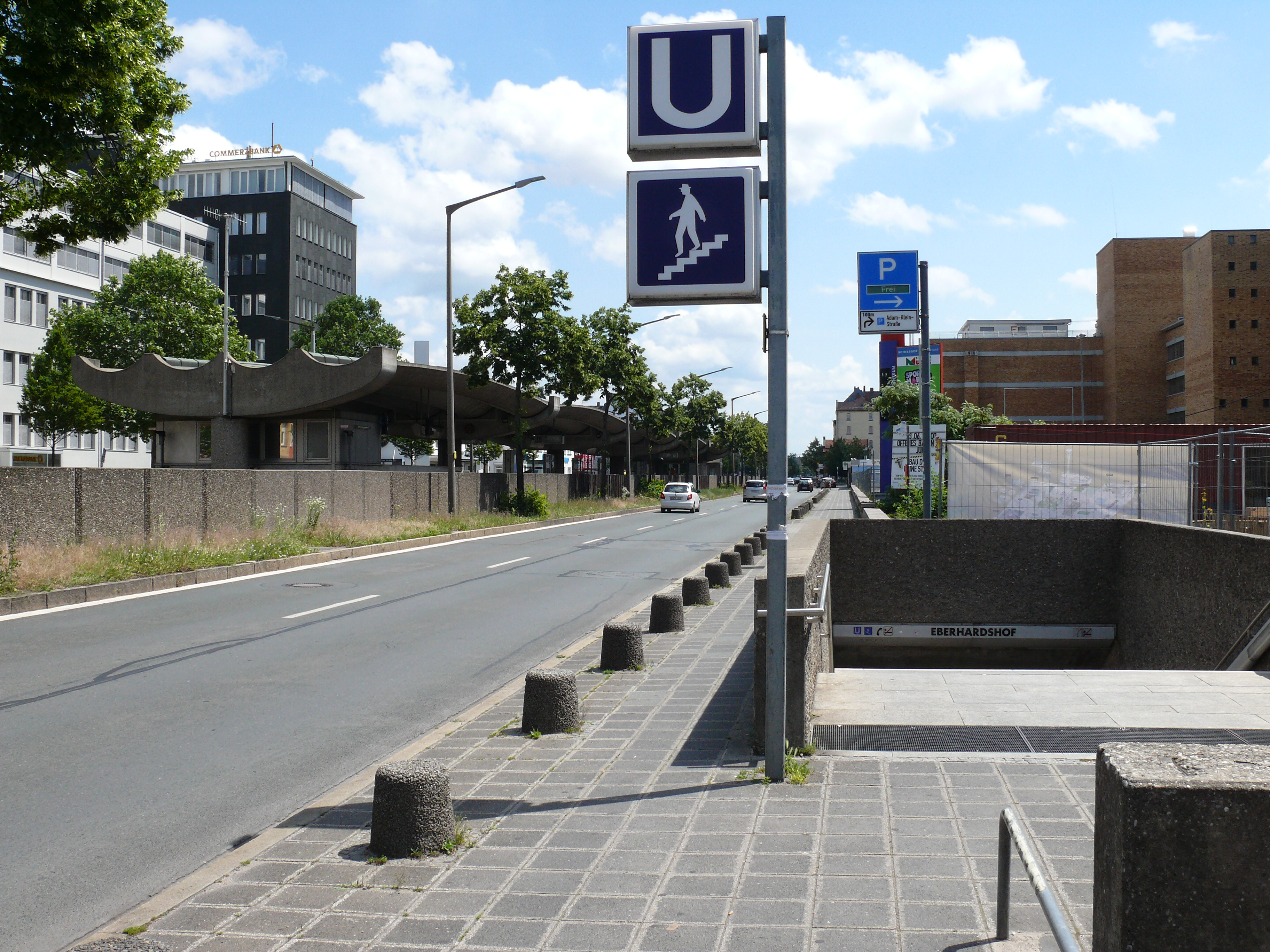
Zugang von Osten
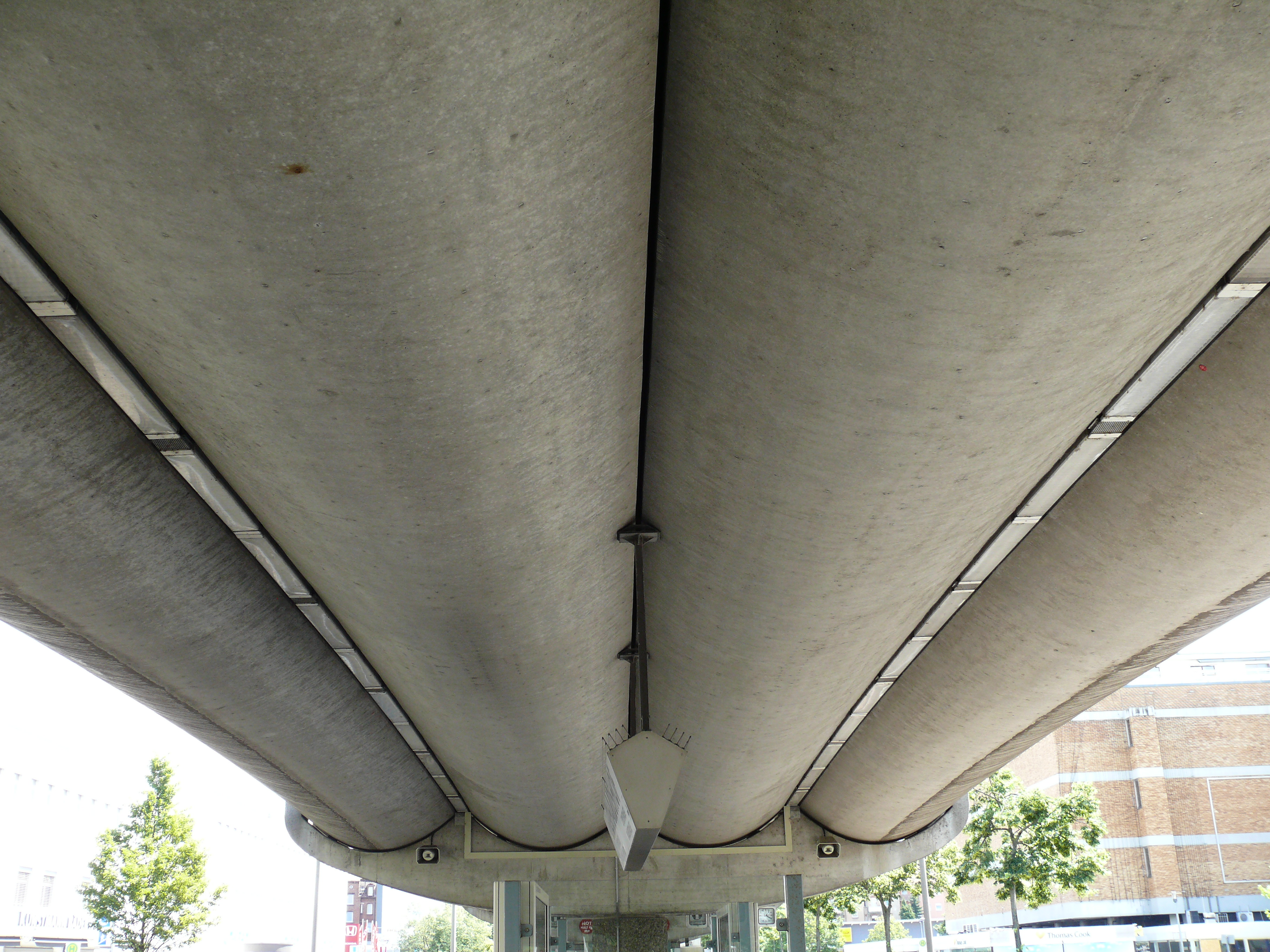
Betondach im Detail
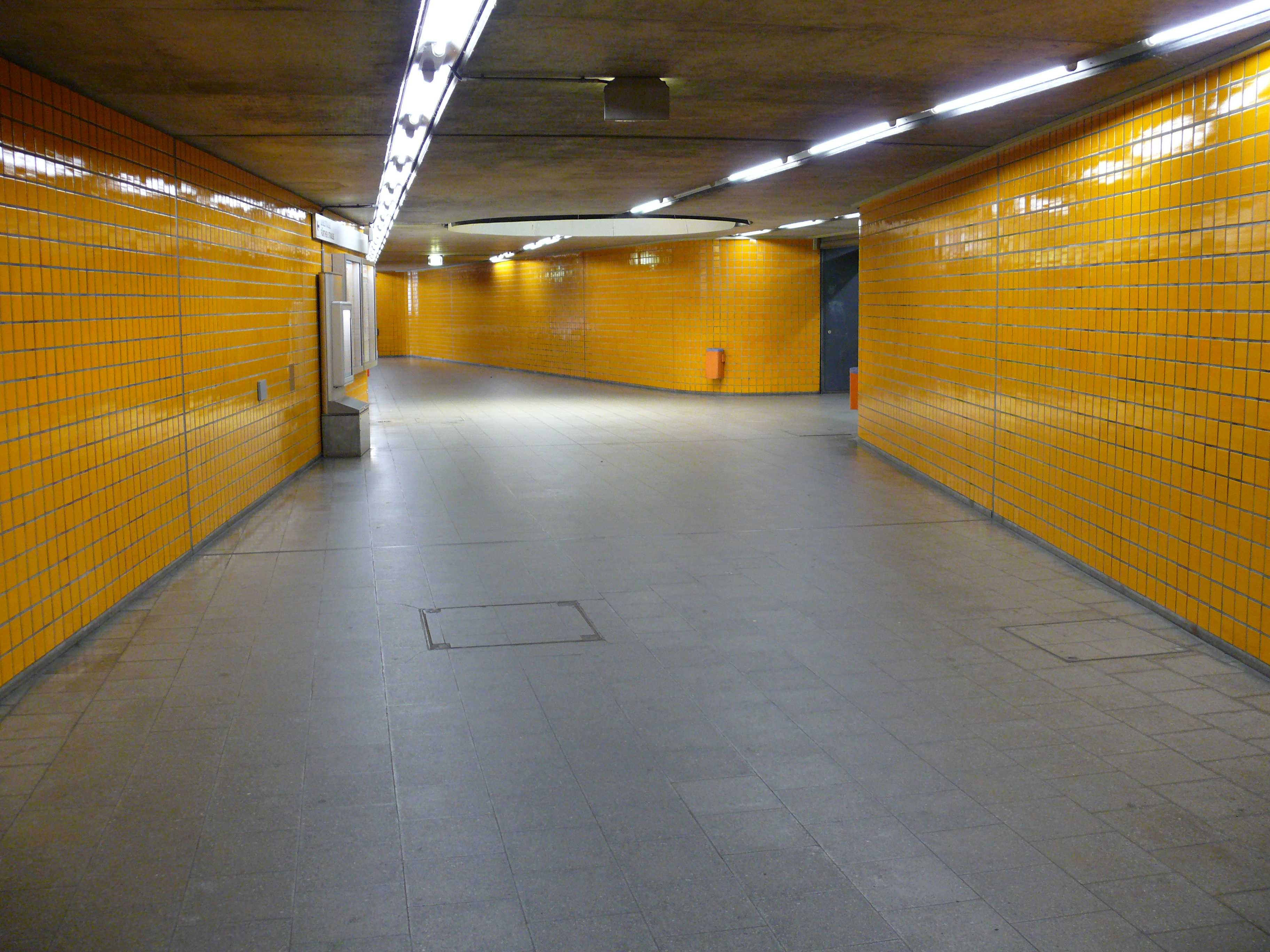
Gelbe Keramikfliesen Verteilergeschoss

## Linien
| Linie | Verlauf | Takt |
| ----- | --- | --- |
| U1    | Langwasser Süd – Gemeinschaftshaus – Langwasser Mitte – Scharfreiterring – Langwasser Nord – Messe – Bauernfeindstraße – Hasenbuck – Frankenstraße – Maffeiplatz – Aufseßplatz – Hauptbahnhof – Lorenzkirche – Weißer Turm – Plärrer – Gostenhof – Bärenschanze – Maximilianstraße – Eberhardshof – Muggenhof – Stadtgrenze – Jakobinenstraße – Fürth Hauptbahnhof – Rathaus – Stadthalle – Klinikum – Hardhöhe Stand: Fahrplanwechsel Dezember 2023 | 5–7 min (montags–freitags) 3–4 min (Langwasser–Eberhardshof an Schultagen) 6–7 min (samstags) 10 min (sonn-/feiertags) |

Der Bahnhof wird von der U-Bahn-Linie U1 bedient. Am Wochenende und vor Feiertagen verkehrt auch die Nachtbuslinie N9.